# Club privé

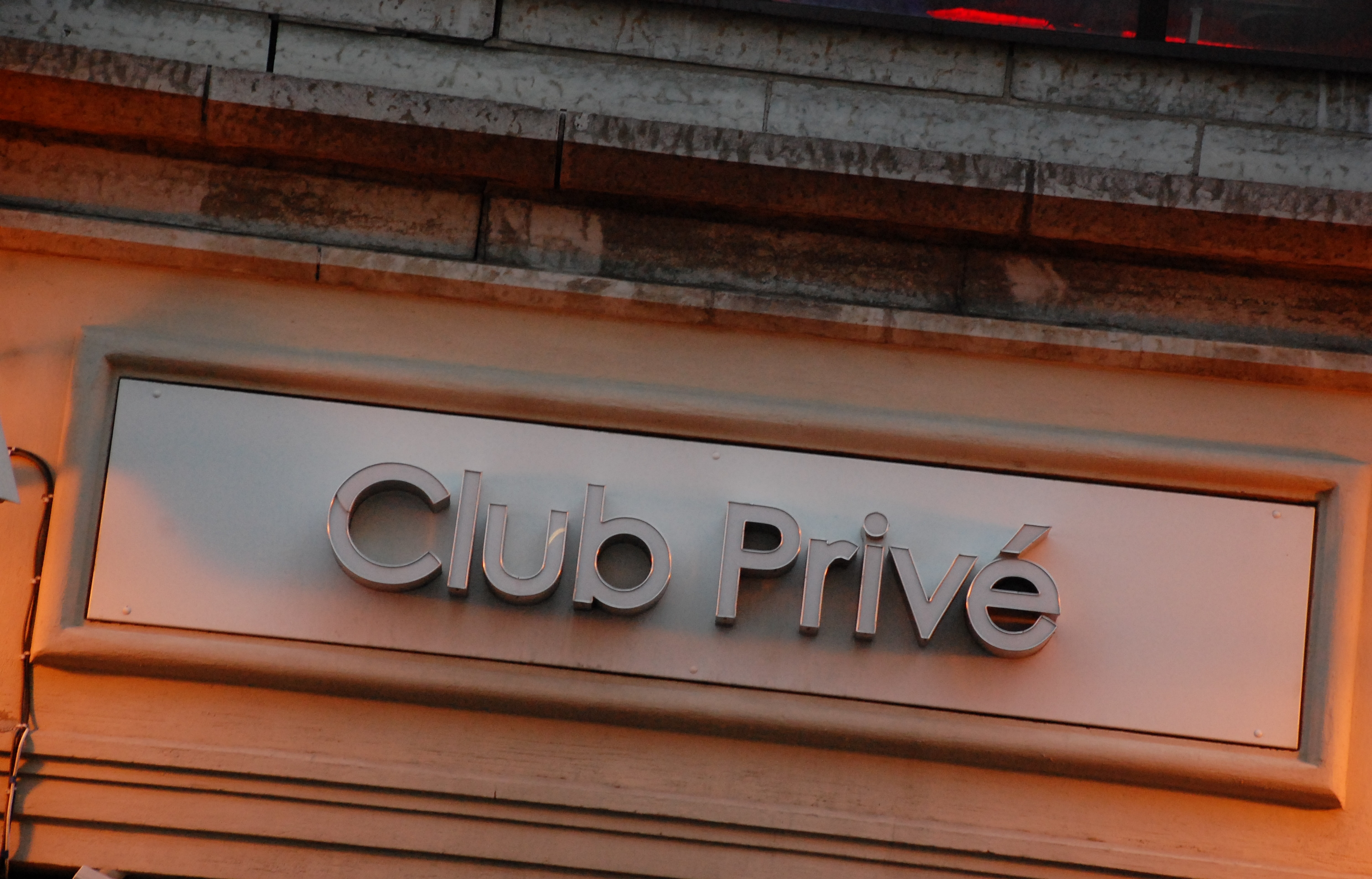
L'insegna di un club privé di Tallinn

Per club privé si definisce un qualsivoglia locale privato, il cui accesso è ristretto ai soli soci dello stesso. La frequentazione avviene in orari stabiliti che possono essere orari notturni o anche pomeridiani. 
I club privé si differenziano a loro volta in diversi tipi a seconda di come sono internamente organizzati. In particolare, le varie versioni di club privé spaziano dai più tradizionali night-club sino ai cosiddetti sex club, i quali all'interno possono disporre di un bar, della sauna, spazi nei quali gli associati possono fare conoscenza tra loro, entrare in confidenza anche stretta, eventualmente avere anche rapporti sessuali, nonché fare amicizia.
I club privé sono accessibili ai soci, previo il rispetto di alcune regole, sia per quanto concerne l'abbigliamento sia per il divieto di usare macchine fotografiche o (in taluni casi) anche telefoni cellulari. Essi sono maggiormente frequentati nei fine settimana nonché nelle cosiddette "serate speciali" a tema, nelle quali, per l'ingresso vi sono ulteriori restrizioni. Normalmente qualsiasi persona, sola o in compagnia, può associarsi.
Il club privé è un'associazione, con un presidente il quale può decidere di approvare o non approvare i soci, di solito a seguito di un'assemblea.